# کلی مسی
کلی مسی (انگلیسی: Kelly Massey؛ زادهٔ ۱۱ ژانویهٔ ۱۹۸۵) دونده زن اهل بریتانیا است.
وی در مسابقات کشوری و بین‌المللی در مجموع برندهٔ ۱ مدال نقره شده‌است.